# 2014年冬季奧林匹克運動會紀念徽章
2014年冬季奧林匹克運動會紀念徽章是2014年冬季奧林匹克運動會發行的主題紀念品之一，也有一些商業機構自行發行的徽章，為紀念俄羅斯索契舉行的冬季奧林匹克運動會。此外，甚至有民眾自行製作跟本次冬奧會作主題的徽章。

## 官方發行紀念徽章
由索契冬奧會官方發行紀念徽章款式有五十四個，主題包括主辦城市索契、主辦國俄羅斯、索契冬奧會吉祥物、比賽賽事、比賽項目等。

## 商業機構發行紀念徽章
除索契冬奧會官方發行紀念徽章外，也有一些商業機構自行發行的徽章，如全國廣播公司、可口可樂等。

## 使用及配帶
所有由索契冬奧會官方發行紀念徽章皆可在觀賞賽事、頒獎禮時配帶，而商業機構發行及自行製作的徽章除非符合法例及樣式非不禮，否則不得帶入場，甚至給沒收。